# G선상의 마왕
《G선상의 마왕》(일본어: G線上の魔王)은 2008년 5월 29일 아카베소프트2(AKABEiSOFT2)에서 제작한 성인용 어드벤처 게임이다.

## 개요
아카베소프트2가 제작한 9번째 게임으로, 연애 어드벤처 게임이다. 주요한 제작 스태프로 같은 회사에서 제작한 수레바퀴의 나라, 해바라기의 소녀(車輪の国, 向日葵の少女)나 A Profile 등에서 콤비를 짠 원화가 알파有葉와 시나리오 라이터 루스보이るーすぼーい가 참가하고 있다. 개발의 지연에 의해 거듭되는 연기가 이루어져 최종적으로 발매된 것은 원래 발매 예정일이었던 2007년 11월 29일으로부터 반년 경과한 2008년 5월29일이다.
초회초중량 특전판(첫회 한정판)에는 과거에 발매한 「수레바퀴의 나라, 해바라기의 소녀」·「수레바퀴의 나라, 유구의 소년 소녀」·「그 옆 얼굴을 바라보게 돼∼A Profile 완전판~」의 3작품의 원화집이 부속된 것 외, 탁상 캘린더(2008년~2009년), 「아카베소프트 + 자매 브랜드 작품의 체험판들을 담은 DVD」 및, Lump of Sugar와의 합동 기획으로서 2008년 7월 11일에 발매된 「타유타마 -Kiss on my Deity-(タユタマ -Kiss on my Deity-)」의 체험판 등의 특전도 부속되었다.
타이틀은 바흐의 클래식 악곡 「G선상의 아리아」와 슈베르트의 가곡 「마왕」에서 유래한다. 게임에서 사용하는 배경음악도, 실제 클래식 악곡을 편곡하여 사용한 것이 특징이다.
현재 아랄트렌스를 이용한 준한글화가 가능하다.  <- 여기에서 준한글화 파일을 다운로드할 수 있다.

## 스토리
한 겨울의 번화한 도시에 "마왕"이라는 자가 나타났다 그는 기업의 어두운 부분에서 암약하고 있었다.
한편, 아자이 쿄스케는 낮에는 친구들이나 여동생과 평범한 학교 생활을 보내지만, 밤에는 양아버지의 뒷세계 사업을 돕는 「비즈니스맨」의 얼굴도 있다. 그런 어느날, 학원에 기묘한 언행을 하고 머리를 길게 산발한 우사미 하루가 전학온다.
우사미 하루와 주인공은 마왕을 쫓게 되고, 그들의 주변인물들도 알게 모르게 거기에 관련되어 간다.

## 등장인물
※캐스트는 PC판 / 드라마CD 또는 WEB라디오판의 순서
아자이 쿄우스케 (일본어: 浅井 京介) - 성우 - 없음
우사미 하루 (일본어: 宇佐美 ハル) - 성우 - 카와시마 리노 / 미즈사와 케이 (PC판, 드라마CD, WEB라디오판 동일)
아자이 곤조 (일본어: 浅井 権三) - 성우 - 居口伝衛門
아이자와 에이이치 (일본어: 相沢 栄一) - 성우 - 카네다 마히루 / 카지타 유키 (PC판, 드라마CD, WEB라디오판 동일)
아자이 카논 (일본어: 浅井 花音) - 성우 - 카와이 하루카 / 코오로기 사토미 (PC판, 드라마CD, WEB라디오판 동일)
미와 츠바키 (일본어: 美輪 椿姫) - 성우 - 무라사키바나 스미레 / 칸자키 치로 (PC판, 드라마CD, WEB라디오판 동일)
시라토리 미즈하 (일본어: 白鳥 水羽) - 성우 - 카이바라 에레나 / 효우세이 (PC판, 드라마CD, WEB라디오판 동일)
토키타 유키 (일본어: 時田 ユキ) - 성우 - 호쿠토 미나미 / 히토미 (PC판, 드라마CD, WEB라디오판 동일)
마왕 (일본어: 魔王) - 성우 - ほうでん亭らっぱ

## 제작스탭
원화·캐릭터 디자인：有葉
기획·시나리오：るーすぼーい

## 삽입곡
오프닝 테마：「Answer」
작사: Kanoko 작,편곡: 藤田淳平 후지타 준페이[*](Elements Garden) 노래: 片霧烈火 카타키리 렛카[*]
삽입곡：「Close Your Eyes 」
작사, 작곡: 志倉千代丸 시쿠라 치요마루[*](5pb) 편곡: 磯江俊道 이소에 토시미치[*](ZIZZ STUDIO) 노래: 彩音 아야네[*]
엔딩 테마：「눈의 날개 시간의 바람」
작사: wight 작,편곡:bassy 노래:Barbarian On The Groove　feat.茶太